# Plethodon ainsworthi
Plethodon ainsworthi ist eine Salamanderart aus der Gattung der Waldsalamander (Plethodon). Benannt ist sie nach Jackson Harold Ainsworth, der im Juni 1964 die beiden einzigen bekannten Exemplare gesammelt hatte.

## Merkmale
Plethodon ainsworthi wurde als schlanker Waldsalamander beschrieben. Er hatte vier Zehen an den Vordergliedmaßen und fünf an den Hintergliedmaßen. Der Schwanz war im Querschnitt zylindrisch und wies keine basale (körpernahe) Verengung auf. Die Kopfbreite war 7,9 bis 8,4 mal in der Kopf-Rumpf-Länge enthalten. Die Gliedmaßen waren kurz. Es gab vier bis sechs Rippenfalten zwischen den anliegenden Gliedmaßen. Die Körperfärbung war insgesamt dunkel schwarzbraun ohne erkennbare Musterung.
Der Holotyp misst 47,5 mm von der Schnauze bis zur vorderen Rumpfkante und 51,5 mm bis zur hinteren Rumpfkante. Das Exemplar ist sehr brüchig, offenbar durch das starke Formalin, in dem es eingelegt wurde. Die linke Vordergliedmaße, der distale Teil des Schwanzes, alle Zehen an beiden Hintergliedmaßen und die erste Zehe an der rechten Vordergliedmaße sind  abgebrochen. Das Exemplar wurde mit offenem Maul fixiert. Beim nachträglichen Versuch, das Maul weiter zu öffnen, wurde die Verbindungsnaht stark beschädigt. Durch die Messung der vorhandenen Gliedmaßen und die großzügige Schätzung der Zehenlänge, kam der Erstbeschreiber James Lazell zu dem Ergebnis, dass bei diesem Exemplar mindestens vier Rippenfalten zwischen den angelegten Gliedmaßen vorhanden waren. Es gibt 16 Seitenfurchen auf jeder Seite. Das Bauchfell ist hell graubraun, genau wie die andere freiliegende Muskulatur. In den Reihen des Oberkiefers und des Zwischenkiefers befinden sich 40 Zähne. Die Gaumenzähne bilden ein großes Mittelfeld, 12 Zähne breit und 18 Zähne lang. Es gibt zwei voneinander getrennte, bogenförmige Zahnreihen am Pflugscharbein mit je 8 bis 10 Zähnen. 
Der Paratyp wurde während der Untersuchung der Wirbelknochen weitgehend zerstört. Vor diesem misslungenen Versuch konnte das Exemplar jedoch fotografiert und morphologisch analysiert werden. Offenbar wurden die Knochen durch das lange Einlegen im starken Formalin vollständig entkalkt. Der Paratyp mass 52 mm von der Schnauze bis zur vorderen Rumpfkante und 57 mm bis zur hinteren Rumpfkante. Bei der ersten Untersuchung waren alle vier Gliedmaßen intakt und es gab ganze fünf Rippenfalten auf der rechten Seite und sechs auf der linken Seite. Bei einer weiteren Untersuchung gingen beide Vordergliedmaßen und die Zehen der beiden Hintergliedmaßen verloren. Es gibt 16 Seitenfurchen auf beiden Seiten, wobei eine Y-förmige Furche in der Rippe als zwei Furchen gezählt wird. Das Bauchfell ist nicht deutlich pigmentiert. Die Beschaffenheit der Zähne ist genau wie beim Holotyp.

## Vorkommen und Lebensraum
Ainsworth sammelte die beiden Exemplare in der Nähe von Bay Springs, Jasper County, Mississippi. Der Lebensraum umfasst gemischtes, mäßigtrockenes Waldland mit zahlreichen Quellen und Sickerstellen, die im Allgemeinen nördlich und östlich in den Tallahoma Creek abfließen. 

## Status und Systematik
Trotz mehrfacher Suchen in den Jahren 1991 bis 1995 sowie im Jahr 1997 konnte die Art nicht mehr wiederentdeckt werden.  2004 wurde die Art von der IUCN für ausgestorben erklärt. 2013 wurde anhand einer Studie dargelegt, dass Plethodon ainsworthi keine gültige Art repräsentiert, sondern dass es sich um schlecht konservierte Exemplare von Plethodon mississippi handelt. In einer Neubewertung der Roten Liste der IUCN aus dem Jahr 2023 wurde die Art jedoch weiterhin als valide anerkannt. 